# Mi tía Nora
 Mi tía Nora es una película de ficción coproducida entre Argentina y Ecuador, dirigida por Jorge Prelorán sobre un guion de Mabel Prelorán que fuera producida en 1983 y que se estrenó en Argentina recién el 13 de marzo de 2005. Tuvo como actrices principales a las ecuatorianas Isabel Casanova y Guiomar Vega. La película se exhibió en distintas ciudades del mundo e incluso, lejos de las expectativas de sus creadores, ganó varios premios internacionales (en el Festival Iberoamericano de Biarritz y en el Festival Internacional de Figuera de Foz). Es el único filme de ficción realizado por los dos. 

## Producción
El matrimonio Prelorán había llegado a Ecuador para hacer el documental Zulay frente al siglo XXI en Otavalo (a unos 100 kilómetros de Quito), pero tuvieron problemas de salud, él por su columna vertebral y Mabel por inconvenientes intestinales, y el médico les indicó que permanecieran en el hotel con reposo estricto por una semana. Para pasar el tiempo Jorge Prelorán le propuso a su esposa escribir algo, y con su máquina portátil delinearon el argumento de Mi tía Nora.
Mabel Preloran dice sobre la película :

«Está basada en una partecita de un diario que yo llevaba cuando era chica … A cuatro cuadras (de su casa) … hace unos cincuenta años, una mujer se mató. Su madre siempre la tuvo bajo una educación muy represiva, sólo la dejaba ir a la iglesia …Cuando se muere su madre, empieza a deprimirse, no sabía moverse socialmente y terminó matándose.»

Sobre la producción del filme contó Mabel Prelorán:

«No teníamos dinero para producción. Alguien prestó un auto, de un restaurante nos traían sándwiches, actuaba la gente de la calle y el material de filmación lo sacamos en parte de lo que la universidad (de California) había destinado para el documental etnográfico. »

Agregó que en ese momento no había industria del cine en Ecuador y que un grupo de aficionados entusiasmados aprendieron de Prelorán a pergeñar el séptimo arte mientras hacían la película.

## Sinopsis
El dilema de dos mujeres entre el pasado, con sus tradiciones y aparente seguridad, y el futuro pleno de incertidumbre. Beatriz, sin una figura maternal referente, se acerca a la tía Nora, mujer soltera de mediana edad sobreprotegida por su madre. Los otros parientes, ricos y egoístas, prefieren no hacer caso de la tía Nora y Beatriz deberá tomar una decisión. 

## Reparto
- Alejandro Buenaventura
- Isabel Casanova
- Blanca Hauser
- Fausto Jaramillo
- Ana Miranda Moreno
- Alfonso Naranjo
- Guiomar Vega

## Comentarios
Luis Freitas escribió:

« Si bien la película narra con crudeza la decadencia de una familia ecuatoriana de clase alta, en ningún pasaje de la misma se cuela cualquier tipo de acusación. Con inteligencia, una enorme calidez y una construcción de personajes sabia, Prelorán logró trasladar al campo de la narración las constantes de su cine documental. »